# Hold Me Up
Hold Me Up är ett album av den amerikanska rockgruppen Goo Goo Dolls, utgivet 1990.

## Låtlista
1. "Laughing" - 3:40
2. "Just the Way You Are" - 3:08
3. "So Outta Line" - 2:22
4. "There You Are" - 3:07
5. "You Know What I Mean" - 3:24
6. "Out of the Red" - 1:40
7. "Never Take the Place of Your Man" - 3:52
8. "Hey" - 2:51
9. "On Your Side" - 3:04
10. "22 Seconds" - 0:39
11. "Kevin's Song" - 3:09
12. "Know My Name" - 2:42
13. "A Million Miles Away" - 2:44
14. "Two Days in February" - 3:11